# ボロヴィチ

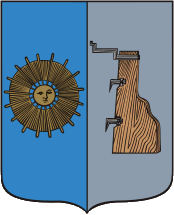
ボロヴィチのかつての紋章

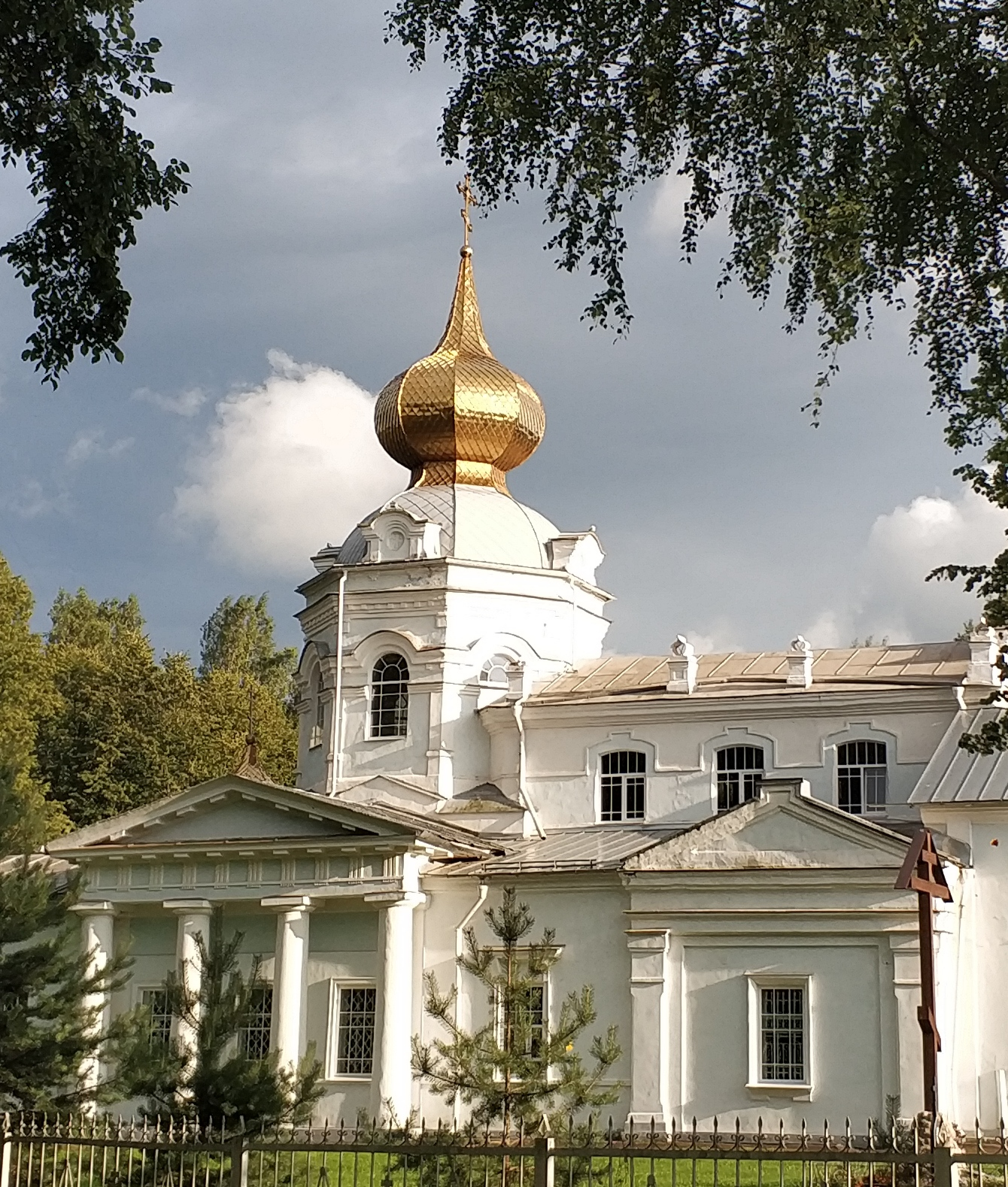
ボロヴィチ大聖堂

ボロヴィチ（ロシア語:Боровичи；Borovichi）は、ロシア・ノヴゴロド州の都市。人口は4万7883人（2021年）。州内第二の都市。州都ノヴゴロドから194km東のムスタ川河畔にある。ヴァルダイ丘陵の北麓に位置し、ボロヴィチより上流では、ムスタ川は急流となり、ラフティングを楽しむ観光客を集めている。

## 歴史
ボロヴィチが最初に文献に登場するのは1495年で、1770年にエカチェリーナ2世より町の地位を与えられた。当時、町の人々の主な仕事はムスタ川の急流地帯をゆく船の水先案内であった。上流のヴイシニー・ヴォロチョークにある運河を通じてムスタ川などバルト海へ流れるネヴァ川水系とロシア内陸部の広い範囲を流れるヴォルガ川水系が結ばれていたため、この川の水先案内はロシアの物流の中でも重要な仕事であり、町の紋章にも船の舵があしらわれている。
しかし、19世紀にはヴォルガ川とバルト海を結ぶマリインスク運河が完成し、さらにモスクワ=サンクトペテルブルク間の鉄道が開通するとムスタ川の水運は衰退した。この時期に耐火粘土の原料が町の近くで見つかり、1855年には最初の耐火煉瓦工場が完成した。1878年にはモスクワ=サンクトペテルブルク鉄道の支線がウグロフカから伸び、1880年にはさらに大きな耐火煉瓦工場がいくつも完成した。現在も町の人々の半分は耐火煉瓦製造に関わっている。